# Paul Gruselin
Paul Gruselin (Beyne-Heusay, 11 juli 1901 – Esneux, 2 juni 1985) was een Belgische politicus van de Belgische Socialistische Partij (PSB).

## Levensloop
Gruselin werd oorspronkelijk mijnwerker, waarna hij in 1934 promoveerde tot doctor in de rechten aan de Université libre de Bruxelles. Vervolgens werd hij advocaat en verdedigde in deze functie vooral mijnwerkers.
Hij werd politiek actief voor de POB en vervolgens de PSB en zetelde voor deze partij van 1936 tot 1949 en van 1961 tot 1968 namens het arrondissement Luik in de Kamer van volksvertegenwoordigers.
Tijdens de Tweede Wereldoorlog was hij actief in het Verzet en was tevens lid van de commissie Waalse Zaken van de PSB-afdeling van het arrondissement Luik. In 1944 werd hij gearresteerd door de Gestapo, waarna hij tot aan de Bevrijding opgesloten zat. Na de oorlog werd hij in 1945 door de PSB aangeduid om in opvolging van Joseph Bologne burgemeester te worden van de stad Luik, een mandaat dat hij uitoefende tot in 1958.
Als militant van de Waalse Beweging en voorstander van federalisme werd hij in 1945 lid van het Waals Nationaal Congres, waarvan hij van 1947 tot 1971 lid was van de Permanente Raad. Van 1962 tot 1964 was hij bovendien lid van de permanente raad van het Comité van de Waalse Actie. In juni 1976 was hij samen met onder meer Fernand Dehousse, Jean Rey en Marcel Thiry de ondertekenaar van de Nouvelle Lettre au roi pour un vrai fédéralisme (Nieuwe brief aan de koning voor een echt federalisme).